# Hugenotten in Berlin
Die Hugenotten in Berlin, protestantische Glaubensflüchtlinge aus Frankreich und deren Nachkommen, bildeten seit etwa 1700 eine zahlenmäßig, wirtschaftlich und kulturell bedeutende Minderheit. Nachwirkungen dieser Immigration reichen bis in die Gegenwart.
Das Wort Hugenotte ist ein Ausdruck von umstrittener sprachlicher Herkunft. In Frankreich ist das Wort erstmals für 1551 nachweisbar, es galt als Schimpfwort, bevor die Protestanten selbst sich so nannten. In Brandenburg und Preußen, dessen Herrscher wie die Flüchtlinge der reformierten Kirche angehörten, wurde das Wort zunächst nicht verwendet, hier hießen sie Réfugiés (auf Deutsch „Flüchtlinge“) und ihre Gemeinden Französische Kolonie. Erst um 1900 setzte sich in den deutschen Ländern der Gebrauch des Ausdrucks Hugenotte durch.

## Vorgeschichte

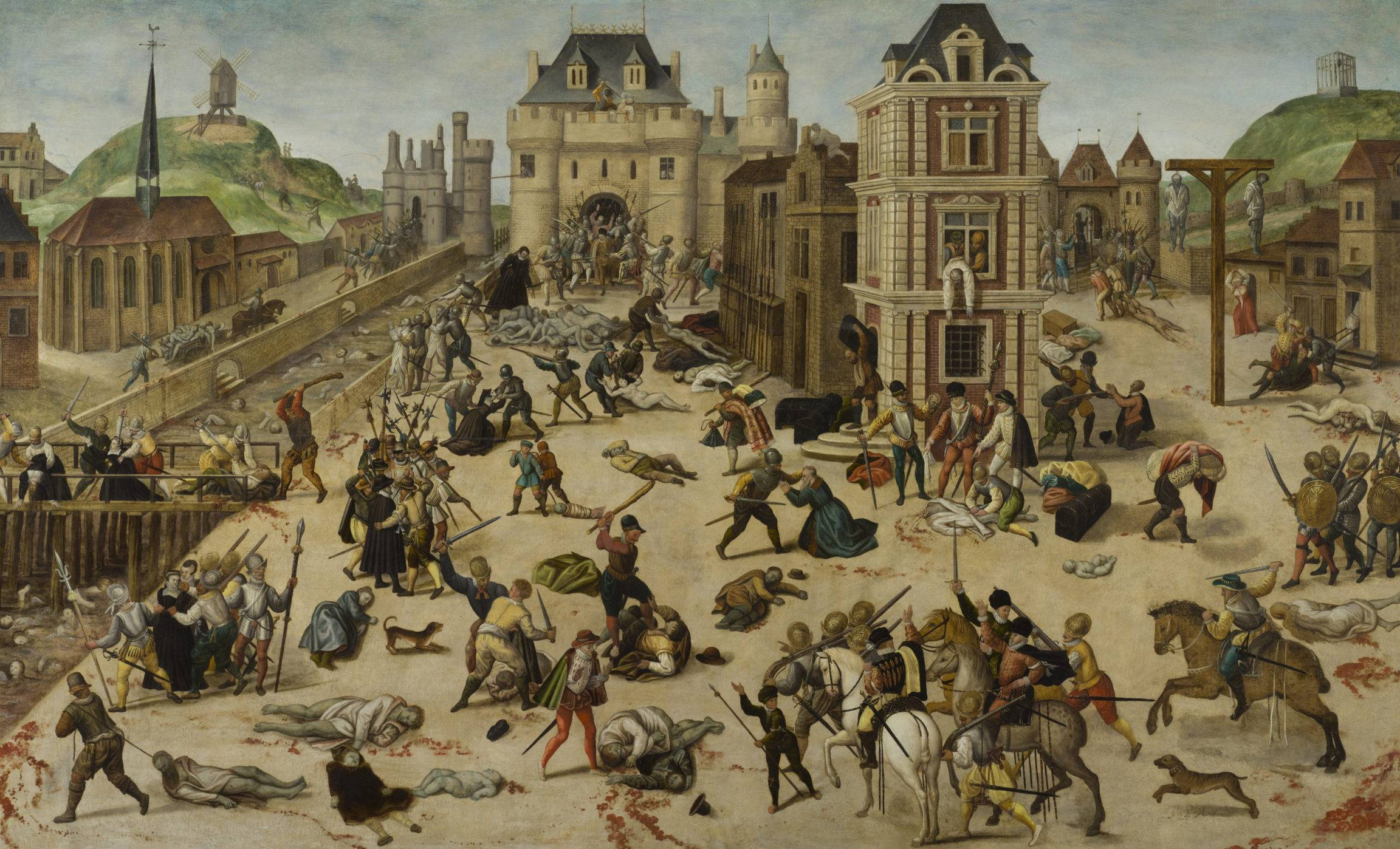
Verfolgung der Hugenotten (Bartholomäusnacht 1572)

Mit dem Toleranzedikt von Nantes hatte Frankreichs König Heinrich IV. 1598 die blutigen Auseinandersetzungen zwischen Katholiken und Hugenotten, den französischen Protestanten calvinistischer Konfession in seinem Herrschaftsgebiet, beenden können. Den Protestanten wurde Glaubensfreiheit und das Recht auf Religionsausübung unter bestimmten Regeln zugesichert, die von ihnen kontrollierten Orte wurden als so genannte „feste Orte“ garantiert, auch für den Staatsdienst wurden sie zugelassen. Eine wirkliche Gleichstellung der Religionen jedoch sicherte das Edikt nicht. Die Stellung der katholischen Kirche als Staatskirche wurde bekräftigt.
Nach dem Tod Heinrichs IV. änderte sich die Situation für die Hugenotten jedoch wieder. Es kam zu neuen gewaltsamen Konflikten. Protestantische Hochburgen wie La Rochelle wurden belagert und eingenommen, die Hauptstädte des protestantischen Südens besetzt. Es folgten ausgedehnte Berufsverbote und seit 1681 die berüchtigten Dragonaden: Dragonerregimenter besetzten landesweit die Häuser von Protestanten und zwangen sie, zum Teil mit extremer Brutalität, ihrem Glauben abzuschwören. Schließlich, am 18. Oktober 1685, widerrief Ludwig XIV. im Edikt von Fontainebleau (Revokationsedikt) auch formal alle Zugeständnisse, die sein Großvater Heinrich IV. den Protestanten im Edikt von Nantes gemacht hatte – weil, so hieß es in der Präambel, „der bessere und größere Teil Unserer Untertanen von der besagten vorgeblichen reformierten Religion die katholische angenommen hat.“
Alle protestantischen Geistlichen mussten das Land verlassen, viele wurden auf die Galeeren verbannt, alle protestantischen Kirchen wurden zerstört. Den Gläubigen war die Ausübung ihrer Religion bei Androhung schwerster Strafen untersagt, verboten war aber auch die Flucht ins Ausland. Schon während der vorangegangenen Repressionen hatte der Exodus der Hugenotten aus Frankreich begonnen. In geringer Zahl waren sie um 1670 auch nach Berlin gelangt, dabei handelte es sich meist um vermögende Standespersonen, die als Beamte oder Offiziere rasch integriert waren. Nun, nach dem Edikt von Fontainebleau, entwickelte sich trotz Strafandrohung eine Massenflucht von etwa 200.000 Menschen (unterschiedliche Quellen nennen Zahlen zwischen 150.000 und 250.000), rund 20 Prozent der protestantischen Bevölkerung Frankreichs.

## Allgemeine Entwicklung

### Die Einwanderung

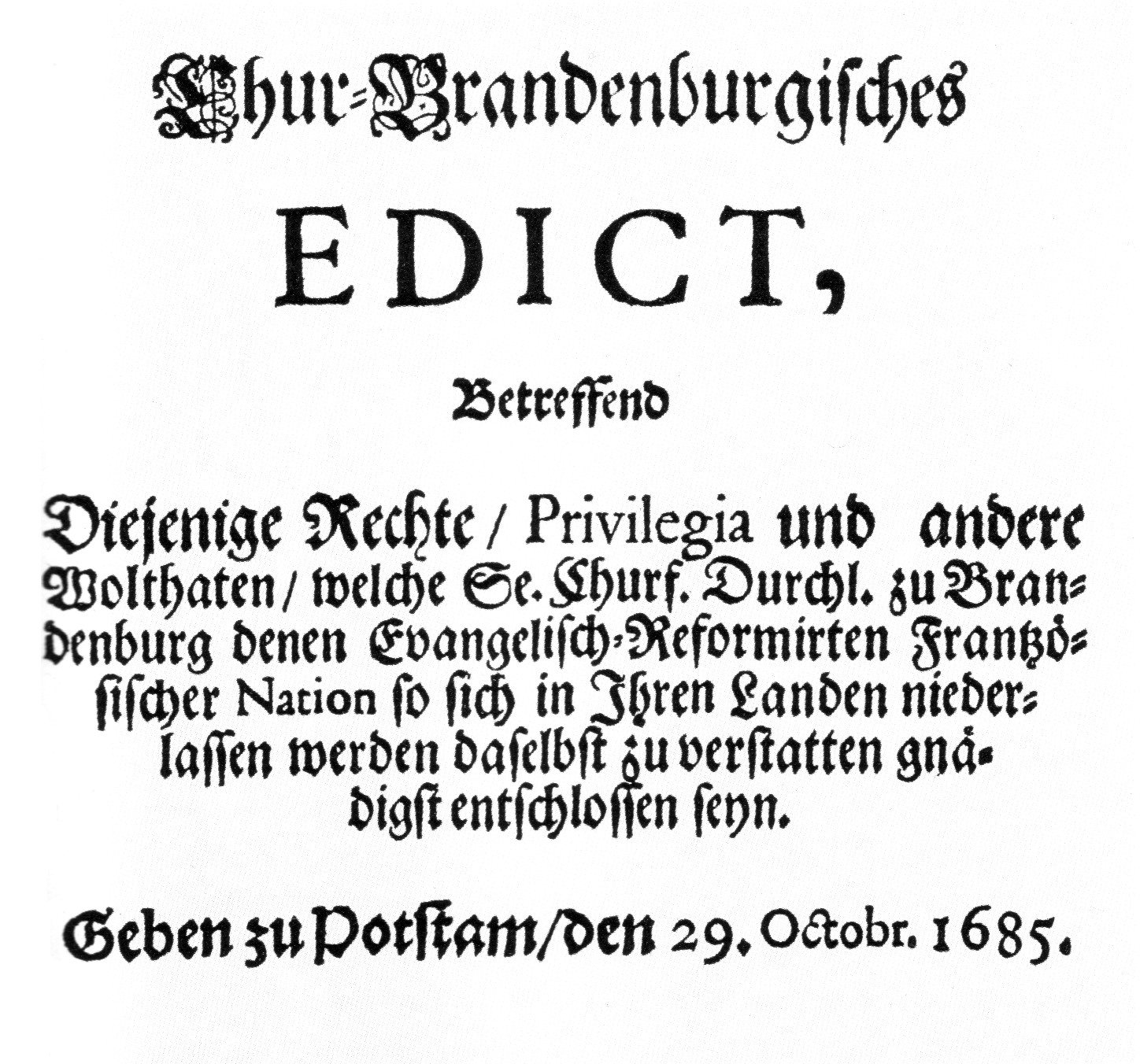
Das Edikt von Potsdam, Titelseite

Ungefähr 40.000 Hugenotten flohen in die deutschen Territorien, Brandenburg-Preußen nahm annähernd 20.000 von ihnen auf. Rechtliche Grundlage für den verstärkten Zuzug der Hugenotten nach Berlin und in andere brandenburgische Gebiete war das Edikt von Potsdam, das Friedrich Wilhelm, der Große Kurfürst, am 29. Oktober 1685 (nach dem zu dieser Zeit in Brandenburg noch nicht geltenden Gregorianischen Kalender am 8. November), also nur wenige Wochen nach dem Erlass von Fontainebleau, unterzeichnet hatte. Sein Titel: Chur-Brandenburgisches Edikt, Betreffend Diejenige Rechte, Privilegia und andere Wohlthaten, welche Se. Churf. Durchl. zu Brandenburg denen Evangelisch-Reformirten Frantzösischer Nation, so sich in Ihren Landen niederlassen werden daselbst zu verstatten gnädigst entschlossen seyn. Der Kurfürst begründete die Aufnahme der Hugenotten mit Mitleid für seine bedrängten Glaubensbrüder. Das brandenburgische Fürstenhaus der Hohenzollern gehörte seit 1613 der calvinistischen Glaubensrichtung an, anders als die große Mehrzahl seiner lutherisch-protestantischen Untertanen.
Neben den religiösen gab es aber auch wichtige wirtschaftliche Gründe für das Edikt. Brandenburg war in dem im Jahr 1648 zu Ende gegangenen Dreißigjährigen Krieg durch durchziehende Truppen verwüstet worden, Seuchen und Hungersnöte hatten gewütet und die Bevölkerung dramatisch reduziert. Städte und Dörfer lagen in Trümmern, die Wirtschaft war zerrüttet. Die Folgen des Krieges waren 1685 noch keinesfalls überwunden, zum Wiederaufbau reichten auch die Mittel nicht aus, da sich im gleichen Maße die Einnahmen des Staates verringert hatten. Gleichzeitig wuchsen die Ausgaben für Militär und Repräsentation. Einen Ausweg aus dieser Misere suchten der Große Kurfürst und seine Berater in einer umfassenden Peuplierung, der Ansiedlung möglichst vieler wirtschaftlich leistungsfähiger Neubürger – die Aufnahme der Hugenotten war dabei nur ein Beispiel für die Aufnahme von aus Glaubensgründen Verfolgten in Brandenburg-Preußen. Das Edikt von Potsdam richtete sich nicht in erster Linie an die bessergestellten unter den Hugenotten – die bevorzugten ohnehin entwickelte Länder wie die Niederlande oder England –, sondern an mittellose, aber arbeitsame, vor allem handwerklich und kaufmännisch qualifizierte Einwanderer.
Der Transport der Flüchtlinge nach Brandenburg war gut organisiert und Zuständigkeiten waren geregelt. Es wurde ein Komitee aus Verwaltungsexperten zusammengestellt, die bereits in Brandenburg ansässig waren: Hofprediger David Ancillon der Ältere war zuständig für Flüchtlinge aus dem Bereich seiner Heimatstadt Metz, Louis de Beauveau, Comte de L’Espance, (1620–1688, Generalleutnant) für den Bereich Île de France, Heinrich de Briquemault (Generalmajor, Gouverneur von Lippstadt) für die Champagne, Walter de Saint Blancard (François Gaultier de Saint-Blancard, 1639–1703, Hofprediger in Berlin) für den Languedoc, Claude du Bellay d’Anche (Oberhofmeister) für den Bereich Anjou und Poitou. Der brandenburgische Gesandte in Paris, Ezechiel Spanheim, half vielen Emigranten bei der Ausreise.
In Sammellagern in Amsterdam, Frankfurt am Main und Hamburg fanden die Réfugiés Aufnahme und wurden von dort in die vorgesehenen Ansiedlungsorte weitergeleitet. Hier konnten sie eine Reihe von Privilegien und Starthilfen in Anspruch nehmen, die ihnen in den 14 Punkten des Edikts von Potsdam versprochen worden waren. Glaubensfreiheit und die Ausübung ihres Kultus in französischer Sprache durch eigene Geistliche waren garantiert, dazu ein in weiten Teilen unabhängiges Rechtssystem, zeitweilige Steuerbefreiung, kostenlose Mitgliedschaft in den Zünften, die Verleihung des Bürgerrechts, Anschubfinanzierung für gewerbliche Existenzgründungen, Grundstücke und kostenloses Baumaterial. Ein staatliches Kommissariat für französische Angelegenheiten stand als Ansprechpartner bei der Einreise bereit. Mit derart weitgehenden Zugeständnissen hatte sich Brandenburg einen Vorsprung verschafft vor anderen Not leidenden deutschen Flächenstaaten, die sich ebenfalls um den Zuzug französischer Flüchtlinge bemühten.

### Zwischen Wohlwollen und Ablehnung

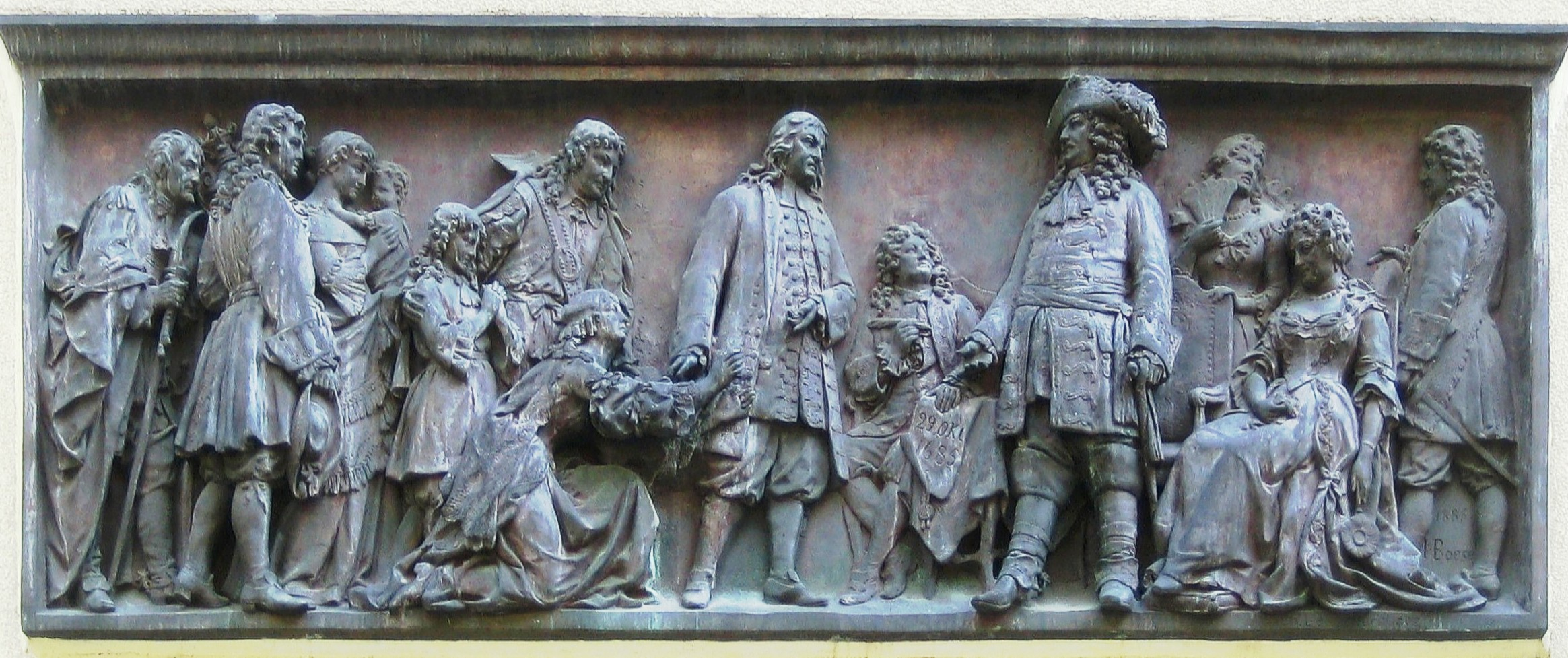
Relief von Johannes Boese, 1885: Der Große Kurfürst begrüßt ankommende Hugenotten

In Brandenburg-Preußen siedelten sich die Immigranten vorwiegend in Orten in einem Umkreis von etwa 150 km um Berlin an, die größte französische Kolonie entstand in der Hauptstadt selbst. Dort gehörte im Jahre 1700 von insgesamt 28.500 Einwohnern etwa jeder fünfte zu den geflüchteten Franzosen, die hauptsächlich in den neu entstandenen Städten Dorotheenstadt und Friedrichstadt sesshaft wurden. Sie brachten nur geringe Eigenmittel mit, waren also zunächst auf Hilfe angewiesen. Seit 1672 existierte in Berlin eine von den ersten, vereinzelten Religionsflüchtlingen gegründete französisch-reformierte Gemeinde. Die Kirchengemeinde war die natürliche Anlaufstelle für die zahlreichen neuen Réfugiés, war aber hoffnungslos überfordert mit der Aufgabe, deren unmittelbare materielle Not zu beheben. Da auch eine Kollekte unter der einheimischen Bevölkerung keine ausreichenden Mittel brachte, ordnete der Kurfürst am 22. Januar 1686 eine Zwangsabgabe an, verbunden mit dem beruhigenden Hinweis, dass dies die einzige Abgabe dieser Art bleiben würde.
Das Wohlwollen des Hofes, des Adels und der meisten Intellektuellen war den Neubürgern sicher. Der Kurfürst selbst hatte sie schließlich eingeladen. Französisch galt den gesellschaftlichen Eliten Europas um 1700 als Ausdruck zivilisierter Lebensart – die Sprache der Hugenotten wurde also als Ausweis ihrer kulturellen Verwandtschaft bewertet. Dies war auch der Grund, dass einige von ihnen bei Hofe als Prinzenerzieher eingesetzt wurden, etwa Marthe de Roucoulle, Nikolaus von Béguelin und Jacques Égide Duhan de Jandun. Die gemeinsame reformierte Konfession im Gegensatz zum lutherischen Bekenntnis der deutschen Untertanen tat ein Übriges.
Dagegen stand die einfache Berliner Bevölkerung den Franzosen größtenteils ablehnend gegenüber. Deren Aussehen war ungewohnt, ihre Sprache unverständlich, die Religionsausübung fremd. Mit ihrem Eintreffen wurden Wohnraum und Lebensmittel knapp, Preissteigerungen waren die Folge. Wichtiger noch: Es wurde die eigene berufliche Existenz in Gefahr gesehen und den Zugereisten ihre Privilegien geneidet. So wurden ihnen vielfach Hindernisse in den Weg gelegt. Die Zünfte verweigerten die ungehinderte Aufnahme der Fremden, es gab Fälle von Brandstiftungen und zerbrochenen Fenstern durch Steinwürfe. Auch die allgemeine Schutzzusage des Kurfürsten bot keinen sicheren Schutz vor Belästigungen dieser Art.

### Abgrenzung
Die Hugenotten in Berlin und Brandenburg waren nicht als homogene Gruppe eingereist. Gemeinsam hatten sie zwar ihre Religion, das Schicksal als Flüchtlinge und ihre Sprache. Sie stammten aber aus sehr unterschiedlich geprägten Regionen Frankreichs – aus den Landwirtschaftsgebieten des Südens oder aus dem schon vorindustriell strukturierten Norden – und das drückte sich auch in ihren Lebensgewohnheiten aus. Unter den Bedingungen des Exils in unfreundlicher Umgebung rückten die Gruppen bald zusammen. Kaum jemand beherrschte die deutsche Sprache, enge Kontakte zu den deutschen Nachbarn waren selten, Heiraten zwischen Deutschen und Franzosen so gut wie ausgeschlossen. Vor allem die französisch-reformierte Gemeinde bot einen gemeinsamen Halt. Hier wehrten sie sich auch gegen die Anfeindungen der Umgebung, so sind wiederkehrende Provokationen der Franzosen in Kirchen überliefert, die von deutschen und französischen Gemeinden abwechselnd genutzt wurden. Noch bis zum Ende des Spanischen Erbfolgekrieges 1714 hofften die meisten, nach Frankreich zurückkehren zu können.
Gegen die ablehnende Haltung der deutschen Umgebung glaubten sie sich am besten durch nahezu bedingungslose Loyalität gegenüber der brandenburgisch-preußischen Obrigkeit absichern zu können. Diese wiederum kam ihren Schützlingen auch bei der teilautonomen Verwaltung ihrer Kolonien sehr weit entgegen. Bis etwa 1720 hatte sich ein spezifischer Sonderstatus entwickelt, ein eigener Verwaltungsapparat, an dessen Spitze ein chef de la nation stand, darunter ein französisches Oberdirektorium. Amtssprache war Französisch. Ein eigenes Gerichtswesen mit drei Instanzen sprach Recht nach französischem Vorbild. Gesetze wurden zwar zweisprachig veröffentlicht, für die Hugenotten war aber allein die französische Fassung maßgeblich.

### Allmähliche Integration
Akkulturation ist der Begriff, der in der Literatur für den weiteren Verbleib der Hugenotten am häufigsten verwendet wird. Er bedeutet: Hineinwachsen in eine kulturelle Umwelt, einen Wandel als Folge von kulturellen Kontakten. Dieser Prozess verlief nicht einseitig. Die wirtschaftlichen und kulturellen Leistungen der Flüchtlinge, ihre Religion und ihre Sprache veränderten zum Teil nachhaltig die deutsche Umgebung. Weit größere Veränderungen aber hatten die Hugenotten selbst zu bewältigen als Minderheit in einer rasch anwachsenden deutschen Bevölkerung.
In ihren Sitten und Gebräuchen passten sie sich allmählich ihrer neuen Umgebung an, hielten aber relativ lange an ihrer Heimatsprache fest – neben der Religion das wichtigste Element ihrer Gruppenidentität. Für die Führungsschicht blieb Französisch ein Statussymbol. Handwerker, Kaufleute, Tagelöhner und Dienstpersonal aber mussten Deutsch lernen, um im Berufsalltag mithalten zu können; nach einer Übergangszeit ging dann in diesen Sozialschichten die Sprache der Vorfahren verloren. Am längsten hielt sich das Französische in Gottesdienst und Kirche. Nachdem bis ins 19. Jahrhundert hinein ausschließlich auf Französisch gepredigt worden war, setzte sich die Gewohnheit durch, Gottesdienste abwechselnd in beiden Sprachen abzuhalten. Kirchenbücher wurden erst seit 1896 in deutscher Sprache geführt.
Zwischen 1696 und 1705 wurden Ehen noch zu 80 % innerhalb der französischen Bevölkerungsgruppe geschlossen. Dies änderte sich schon in der zweiten, mehr noch in der dritten Generation. Auch hier verhielten sich die Bürgerlichen unter den Hugenotten eher konservativ, während Mischehen zwischen Arbeitern und Arbeiterinnen der Manufakturen bald zur Normalität wurden. In der zweiten Hälfte des 18. Jahrhunderts hatte sich das Verhältnis nahezu umgekehrt: zu 70 % heirateten Angehörige der französischen Kolonie deutsche Partner. Die eingesessenen Berliner gaben ihre Ablehnung auf – es wurde anerkannt, dass die Neuen weit mehr Vor- als Nachteile mit brachten und zudem wurde an zuvor unbekannten oder wenig verbreiteten Produkten wie Weißbier, Spargel und feineren Salaten Gefallen gefunden. Die ersten, viel besuchten öffentlichen Gartenlokale wurden um 1750 in der Nähe des Brandenburger Tores durch Réfugiés eröffnet. Viele Deutsche bemühten sich sogar um Aufnahme in die französische Kolonie, weil sie dadurch juristische Vorteile erlangen konnten. Immer weniger Réfugiés sprachen Französisch, immer mehr Deutsche wandten es an, oft mehr schlecht als recht (siehe unten).

### Vorbildliche Patrioten

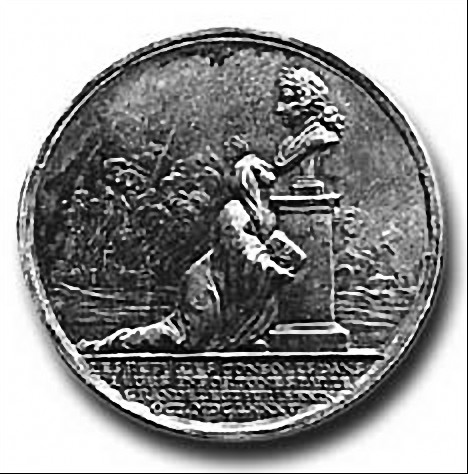
Festmedaille 1785. Die Allegorie der verfolgten Religion kniet vor der Büste des Großen Kurfürsten.

1785 feierte die französische Kolonie mit großem Aufwand den 100. Jahrestag des Edikts von Potsdam. In Festgottesdiensten und Festschriften wurde dem Herrscherhaus der Hohenzollern gedankt, aber auch nachdrücklich auf die eigenen Leistungen hingewiesen. Die Enkel und Urenkel der Einwanderer verstanden sich nun als eine Gruppe wichtiger französischer Kulturträger und gleichzeitig als vorbehaltlos staatstreue preußische Patrioten. Dieses Selbstverständnis wurde nur einmal ernstlich auf die Probe gestellt: in der Zeit, als Berlin von 1806 bis 1808 und noch einmal 1812/13 durch die Truppen Napoleons besetzt war. Damals standen nicht nur die preußische oder französische Identität zur Diskussion, sondern als 1809 die neue Städteordnung im Rahmen der Preußischen Reformen (Stein-Hardenbergsche Reformen) in Kraft trat, verloren die Kolonien der Réfugiés nach über hundert Jahren ihren privilegierten Sonderstatus. Dadurch wurden die französisch-reformierten Kirchgemeinden zu den einzigen institutionellen Trägern der besonderen hugenottischen Identität. Die Integration war jedoch so weit fortgeschritten, dass sich viele von ihnen auflösten. Auch die Existenz der verbliebenen Gemeinden erschien unsicher.
Um 1870 setzte aber eine Gegenbewegung ein. In Berlin wurden mit der Réunion und der Hugenottischen Mittwochsgesellschaft zwei Vereinigungen gegründet, die das gefährdete Gemeinschaftsgefühl stärken sollten. Neu entstandene Zeitschriften wie Die Kolonie verfolgten dasselbe Ziel. Die gewachsenen Bindungen an den preußischen Staat wirkten mehr auf die gemeinsame Konfession. Höhepunkt der Hugenottenrenaissance war 1885 das 200-jährige Jubiläum des Edikts von Potsdam. Verschiedene Publikationen feierten die Erfolgsgeschichte des Refuge und bekräftigten die unverbrüchliche Loyalität gegenüber der staatlichen Autorität.
Dieser Selbstdarstellung der Hugenotten entsprach auch das Bild, das sich ihre Umgebung von ihnen machte. Otto von Bismarck soll sie als „die besten Deutschen“ bezeichnet haben. Diese Einschätzung wirkte bis in die Zeit des Nationalsozialismus. „Die Hugenotten, die seinerzeit aus Frankreich ins Reich kamen, [stellen] eine besonders positive Auslese besten germanischen Blutes [dar] …“ hieß es 1941 in einem Schreiben der Parteileitung der NSDAP an das Konsistorium. Umgekehrt hatte etwa Richard Lagrange, Pfarrer der Französischen Kirche zu Berlin, schon 1935 zum 250-jährigen Jubiläum des Edikts von Potsdam erklärt: „Es soll uns keiner übertreffen in der Liebe zu unserem Führer [Adolf Hitler] und zu diesem unserem deutschen Volk und Land.“ Die Hugenotten wurden in jener Zeit nicht anders behandelt und verhielten sich selbst nicht anders als die große Mehrheit des deutschen Volkes auch.
Heutige Nachkommen der Réfugiés können sich entweder in erster Linie über ihre Religion oder über ein spezifisch historisches Bewusstsein als Hugenotten definieren – falls ihnen überhaupt daran liegt. Für die erste Gruppe ist, wie vor 300 Jahren, die französisch-reformierte Gemeinde der zentrale Ort der Gruppenidentität. Die anderen sehen sich als Hugenotten vor allem wegen ihrer eigenen Familiengeschichte oder weil sie ganz allgemein eine lebendige Beziehung zur Geschichte der französischen Glaubensflüchtlinge pflegen. Ihnen bietet die Deutsche Hugenotten-Gesellschaft – 1890 als Deutscher Hugenotten-Verein gegründet – einen institutionellen Rahmen.

## Besondere Gesichtspunkte

### Wirtschaftliche Bedeutung
Mit den Hugenotten waren erfahrene Landwirte, Gärtner und Handwerker nach Berlin und Brandenburg gekommen, Spezialisten, die auch in Frankreich schon zur Elite ihrer Berufsgruppen gehört hatten. Sie brachten Kenntnisse und moderne Fertigungstechniken mit, die es in Brandenburg zuvor nicht gegeben hatte. Überdurchschnittlich zahlreich waren Fachkräfte aus dem Textilgewerbe: Tuchmacher, Woll-Spinner, Mützen-, Handschuh- und Strumpfweber, Färber, Gobelin- und Seidenweber, Leinendrucker, Hutmacher und andere. Perückenmacher, Messerschmiede, Uhrmacher, Spiegelhersteller, Confituriers und Pâtissiers siedelten sich an, ferner Buchbinder, Emailleure, Pastetenbäcker, Cafetiers, aber auch Kaufleute, Ärzte, Apotheker, Beamte und Richter waren unter den Réfugiés, nebenher wurde die brandenburgische Armee durch 600 französische Offiziere und 1.000 Soldaten verstärkt.

#### Seidenherstellung
Besondere Hoffnungen der Obrigkeit verbanden sich mit einer Gruppe von Fachleuten für Maulbeerbäume und für die Zucht von Seidenraupen. Sie sollten die Voraussetzungen für die Herstellung hochwertiger, für den Export geeigneter Seidenstoffe in Preußen schaffen. Im Jahre 1716 wurde ihnen ein Siedlungsgebiet nördlich der Spree, im heutigen Ortsteil Moabit zugewiesen, Friedrich Wilhelm I. selbst notierte auf einem Lageplan: „Hier sollen sie Maulbeer Beume Pflantzen.“ Die Kolonisten erhielten auch Anfangskapital zur Beschaffung der Pflanzen, jedoch zeigte sich nach zehnjähriger Mühe, dass der karge, teils sandige, teils morastige Boden keine dauerhaft ausreichenden Erträge zuließ. Ähnlich enttäuschend verliefen Versuche an anderen Stellen – so waren mehrere Friedhöfe der französischen Kolonie mit Maulbeerbäumen und Maulbeerhecken bepflanzt worden. In Moabit bauten Réfugiers danach mit besserem Erfolg Obst und Gemüse an, besonders ihr Spargel wurde in Berlin gern gekauft.

#### Manufakturen
Einen kräftigen Schub erhielt das Manufakturwesen in Brandenburg durch die Réfugiés. Zwei Beispiele dafür sind zunächst die Zuckerproduktion durch Johann Caspar Coqui und Ludewig David Maquet in Magdeburg, nach Achards Entwicklungsarbeiten oder die Tabakherstellung ebenda durch Georg Sandrart. Für Berlin von besonderer Bedeutung war dagegen die serielle Fertigung von Bildteppichen. Bis zum Ende des 17. Jahrhunderts waren Tapisserien noch eine Domäne Frankreichs. Aubusson (Creuse) im Limousin, beispielsweise wurde, wegen der ausgezeichneten Qualität der dort hergestellten Bildteppiche, im Jahr 1665 der Titel einer königlichen Manufaktur verliehen. Tätig waren dort unter anderen die zwei Künstlerfamilien, die Barrabands und die Merciers. Aus diesen beiden Tapissiers-Familien fanden sich einige Réfugiés in Berlin wieder, unter ihnen Pierre I Mercier und sein Schwager Jean I Barraband. Mercier beantragte sofort nach Ankunft in Brandenburg, 1686 beim Großen Kurfürsten ein Patent zur Herstellung von Bildteppichen und erhielt es noch im selben Jahr. Daraufhin gründete er, gemeinsam mit seinem Schwager Barraband eine Manufaktur im Schloss Monbijou, die unter dem Namen Mercier und Barraband firmierte. Diese Manufaktur stellte Bildteppiche mit Gold, Silber, Seide und Wolle in sehr hoher Qualität her. Besonders bekannt wurde die Serie von sechs Bildteppichen, nach Entwürfen des Hofmalers Rutger von Langenfeld, die die Französische Kolonie dem Kurfürsten Friedrich III., zur Verherrlichung der Kriegstaten seines Vaters (des Großen Kurfürsten), des Schutzherren der Kolonie schenkte.
Die Manufaktur überlebte auch schwierige Zeiten. Auf Jean I Barraband folgte, nach dessen Tod (1709) sein Sohn Jean II Barraband. 1714, nach dem Weggang von Pierre I Mercier von Berlin nach Dresden, betrieb Barraband die Manufaktur zunächst allein weiter. Zu dieser Zeit entstand die berühmte „Chinesenserie“; Teppiche mit Motiven aus Fernost. Ein Beispiel dafür ist etwa Die Audienz beim Kaiser von China. Die Motive entsprachen vielfach den Originalen aus der französischen Teppichwirkerei Beauvais, was für den Fortbestand lebhafter Beziehungen der französischen Hugenotten zu ihrem Herkunftsland spricht. Im Jahre 1720 gründete Jean II Barraband mit Charles Vigne als Kompagnon eine eigene Teppichwirkerei, die neue Motive, vielfach angelehnt an Bilder von Antoine Watteau realisierte.

#### Allgemeine Betrachtungen
Die wirtschaftlichen Unternehmungen der Franzosen waren nicht immer so erfolgreich, wie erhofft – und wie sie in der oft verklärenden Geschichtsschreibung dargestellt wurden, besonders in Texten der Hugenotten selbst. Neuere Forschungsergebnisse belegen, dass die Betriebe häufig am Markt vorbei produzierten. Sie boten in größeren Mengen Erzeugnisse des gehobenen Bedarfs an, für die es in der kapitalschwachen, noch vorwiegend ländlich strukturierten neuen Umgebung nicht genügend Nachfrage und Kaufkraft gab. Vielfach mussten die staatlichen Starthilfen zwei- oder dreimal wiederholt werden oder der Staat selbst trat als Abnehmer auf. Durch eine kurfürstliche Verfügung von 1698 wurden Waren aus hugenottischer Produktion von Exportabgaben befreit, während der Import vergleichbarer Artikel durch Strafzölle behindert wurde, um die Hersteller im Lande vor ausländischer Konkurrenz zu schützen. Trotz solcher Hilfen überdauerte eine große Zahl französischer Unternehmen die Zeit der staatlichen Förderung nicht. Allerdings gab es auch eine Reihe sehr erfolgreicher Betriebe; und unbestreitbar waren es die Hugenotten, die ganz entscheidende Impulse zur Entwicklung von leistungsfähigen Manufakturen und moderneren Wirtschaftsverhältnissen in ihrer neuen Heimat lieferten.

### Die Kirche

#### Kirchenorganisation

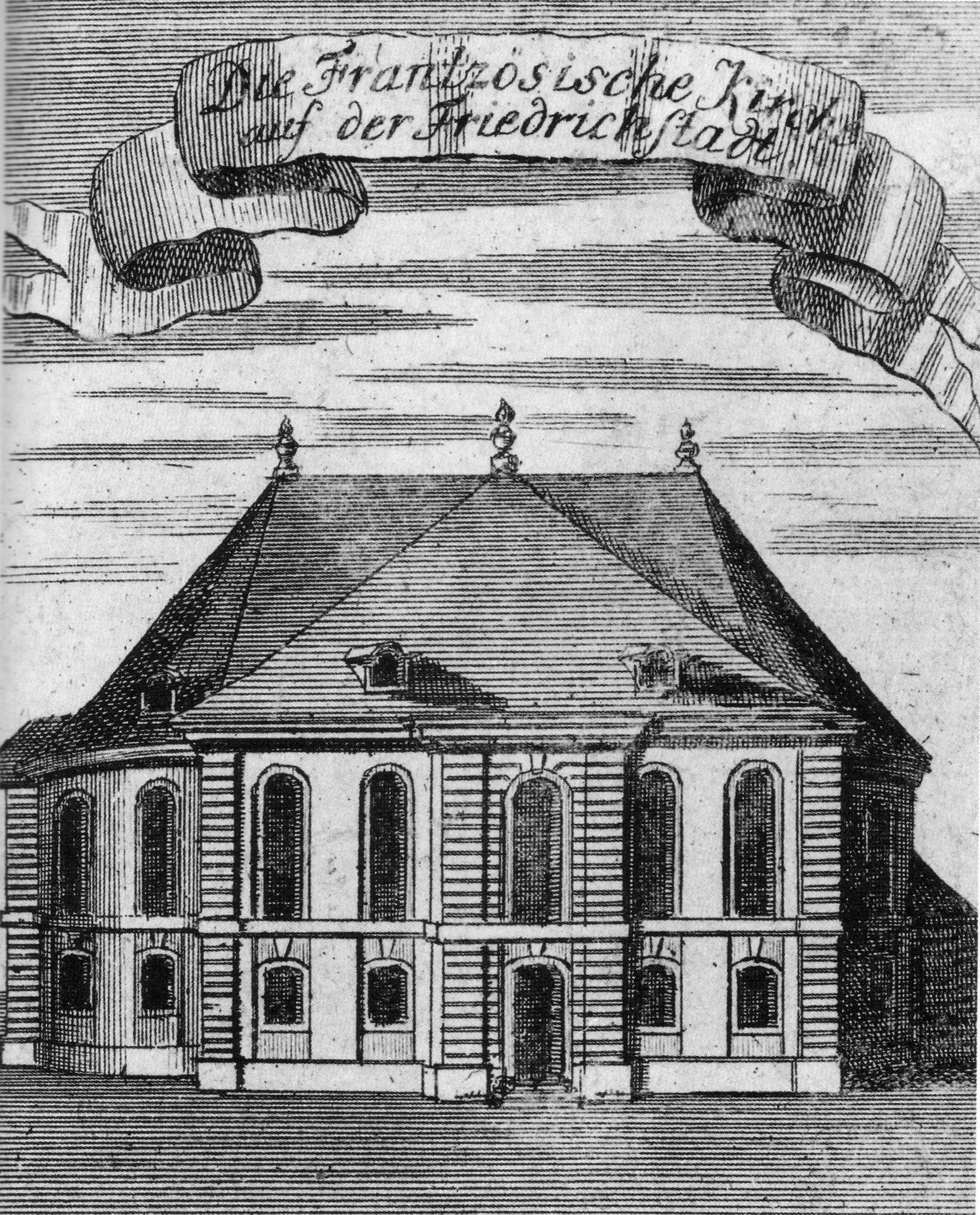
Die erste Französische Kirche in Berlin, 1740

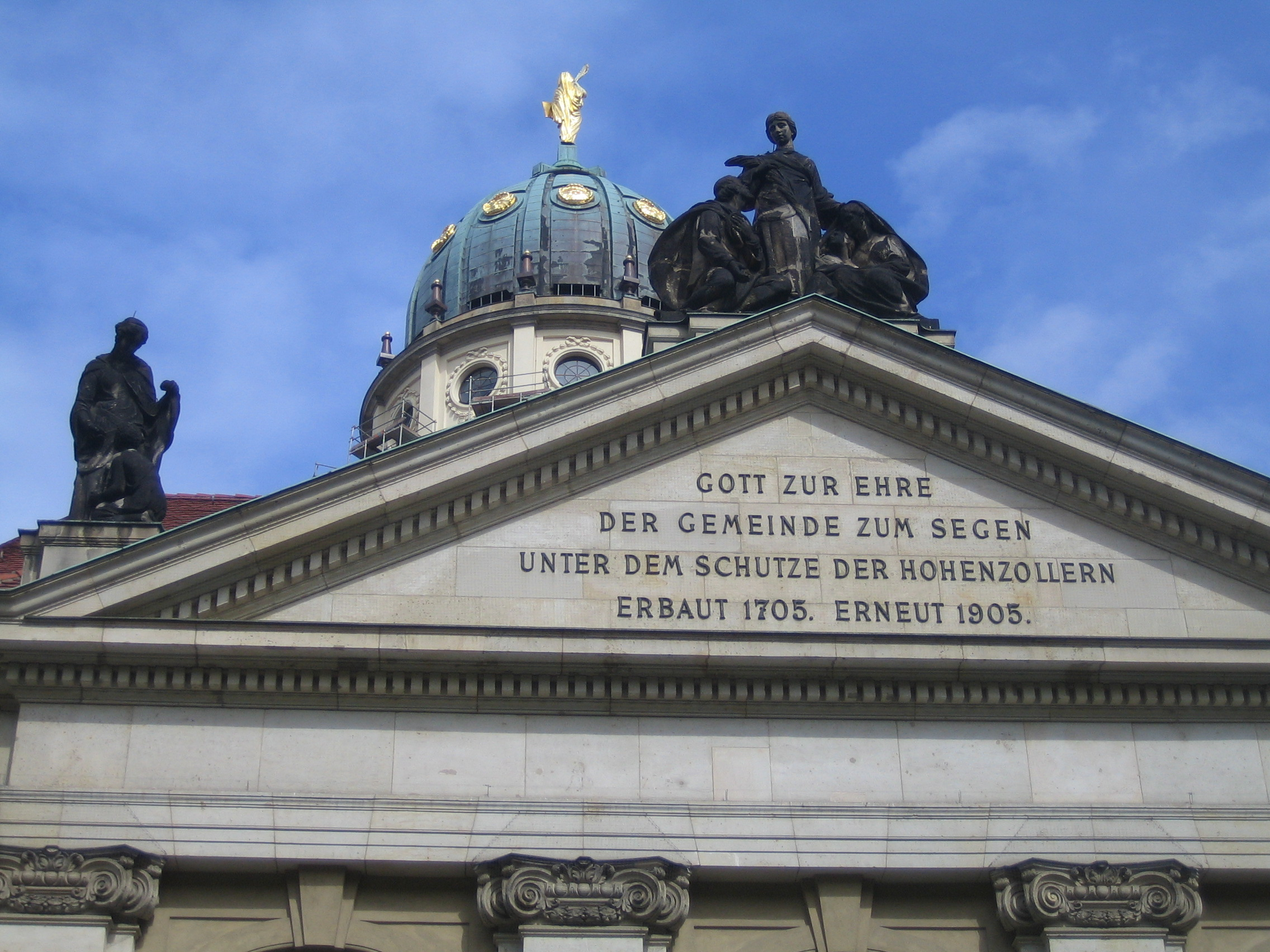
Französische Kirche am Gendarmenmarkt. Giebel und Domkuppel

Ebenso wie die weltlichen Behörden war auch die oberste Kirchenbehörde der französisch-reformierten Gemeinden des Landes, das consistoire supérieure des communeautés réformées françaises (1701–1809), in Berlin angesiedelt. Dieses Oberkonsistorium nahm die Stelle der Nationalsynode ein, die eigentlich laut französisch-reformierter Kirchenordnung als höchste Instanz vorgeschrieben war. In Brandenburg-Preußen jedoch behielten sich die preußischen Herrscher vor, als summi episcopi (oberste Bischöfe) an der Spitze der kirchlichen Hierarchie zu stehen. Auf Gemeindeebene agierte jeweils ein Gremium aus Ältesten (Anciens), Diakonen und Geistlichen, die verantwortlich für Kirchenzucht und Gemeindeverwaltung waren. Weil in der französisch-reformierten Kirche auf Diakonie und Schulwesen großer Wert gelegt wird, entwickelte sich in den Kolonien ein engmaschiges Netz sozialer und schulischer Aktivitäten. Im Jahre 1817 wurden die französisch-reformierten Kirchengemeinden Teil der neu gegründeten Evangelischen Kirche in den Königlich Preußischen Landen, die lutherische und reformierte Kirchengemeinden zunächst unter einem organisatorischen Dach vereinte. In der Folgezeit kam es auch zu theologischen Annäherungen, ein eigenständiges reformiertes Profil bewahrt sich die Französische Gemeinde jedoch bis heute.

#### Das erste Kirchengebäude
Die erste Kirche der französisch-reformierten Gemeinde in Berlin entstand in der Friedrichstadt, am heutigen Gendarmenmarkt. 1699 hatte die Gemeinde sich wegen eines Kirchenbaus an den Kurfürsten gewandt, der ihr im folgenden Jahr ein Grundstück zuweisen ließ. Erster Baumeister nach der Grundsteinlegung am 1. Juli 1701 war der Oberst und Bauingenieur in brandenburgischen Diensten Jean Louis Cayart. Er hatte auch den Entwurf geliefert, nach dem Vorbild des Temple in Charenton, eines Bauwerks, das für die Hugenotten als wichtiger Versammlungsort in der Nähe von Paris einen hohen symbolischen Wert hatte und nach dem Revokationsedikt von 1685 vollständig zerstört worden war. Der Kirchenbau wurde fast ausschließlich durch Geldsammlungen in der französischen Kolonie finanziert, Gemeindemitglieder übernahmen auch alle Bauarbeiten. Nach dem Tod von Cayart im Jahr 1702 vollendete der hugenottische Architekt Abraham Quesnay den Bau. Innen war das Bauwerk sehr schlicht ausgestattet, wie es reformierter Auffassung entsprach. Am 1. März 1705 wurde die Französische Friedrichstadtkirche eingeweiht. Weil sie außerhalb der Festungswälle lag, erging am 29. Juli 1705 ein Befehl, wonach zu Beginn und am Schluss des Gottesdienstes der Französischen Gemeinde die Festungsbrücken herabgelassen werden mussten, um den Besuch der Kirche auch den innerhalb des Festungsrings Wohnenden zu ermöglichen.

#### Der Französische Dom (Kirche und Hugenottenmuseum)
Im Jahr 1708 war die etwa zeitgleich mit der Französischen Kirche errichtete Deutsche Kirche auf der Südseite des Marktes fertiggestellt. Zwischen 1780 und 1785 erhielten beide Kirchen ihre von Carl von Gontard entworfenen Turmbauten, den Kirchenbauten mehr angefügt als mit ihnen verbunden. Die Bezeichnung der Türme als Französischer bzw. Deutscher Dom bezieht sich nicht auf eine kirchliche Funktion, sondern auf ihre Kuppeln (französisch dôme). Im 19. Jahrhundert befand sich in den Räumen des Turms die Französische Domschule. Sie war von der Französischen Gemeinde als jeweils sechsklassige (Elementar- und) Mittelschule an der (zur Französischen Straße gelegenen) Nordseite für Knaben bzw. an der (zur Jägerstraße gelegenen) Südseite für Mädchen eingerichtet worden. In den Jahren 1905/06 wurde die Französische Kirche unter der Leitung von Otto March umgebaut, ihr Grundriss blieb dabei unverändert, Fassade und Innenraum bekamen ein neobarockes Dekor nach dem Geschmack der Zeit. Im Französischen Dom wurden nach einem Umbau 1931 das Hugenottenmuseum sowie das Archiv und die Bibliothek der Französischen Gemeinde untergebracht. Im Zweiten Weltkrieg verbrannten bei Luftangriffen der Alliierten am 7. Mai 1944 das Kirchenschiff und am 24. Mai 1944 die Turmkuppel. Der darunter liegende Bauteil blieb wegen der 1930 eingezogenen Betondecke vom Feuer verschont. Dort fanden von 1944 bis 1982 die Gottesdienste der französisch-reformierten Gemeinde statt. Nach 1945 kehrten die geretteten Bestände des Hugenottenmuseums und die Bibliothek zurück. Die Kirche wurde bis 1983 bzw. 1987 wieder aufgebaut. Als einzige von fünf historischen Kirchen der französisch-reformierten Gemeinde zu Berlin wird sie gegenwärtig noch liturgisch genutzt. Sie dient heute sowohl der französisch-reformierten Gemeinde als auch der unierten Ortsgemeinde als Gotteshaus. Seit dem Mauerbau 1961 werden auch im so genannten Coligny-Saal in einem Mietshaus im Westen der Stadt, im Ortsteil Halensee, Gottesdienste der französisch-reformierten Gemeinde abgehalten.

### Soziale Einrichtungen

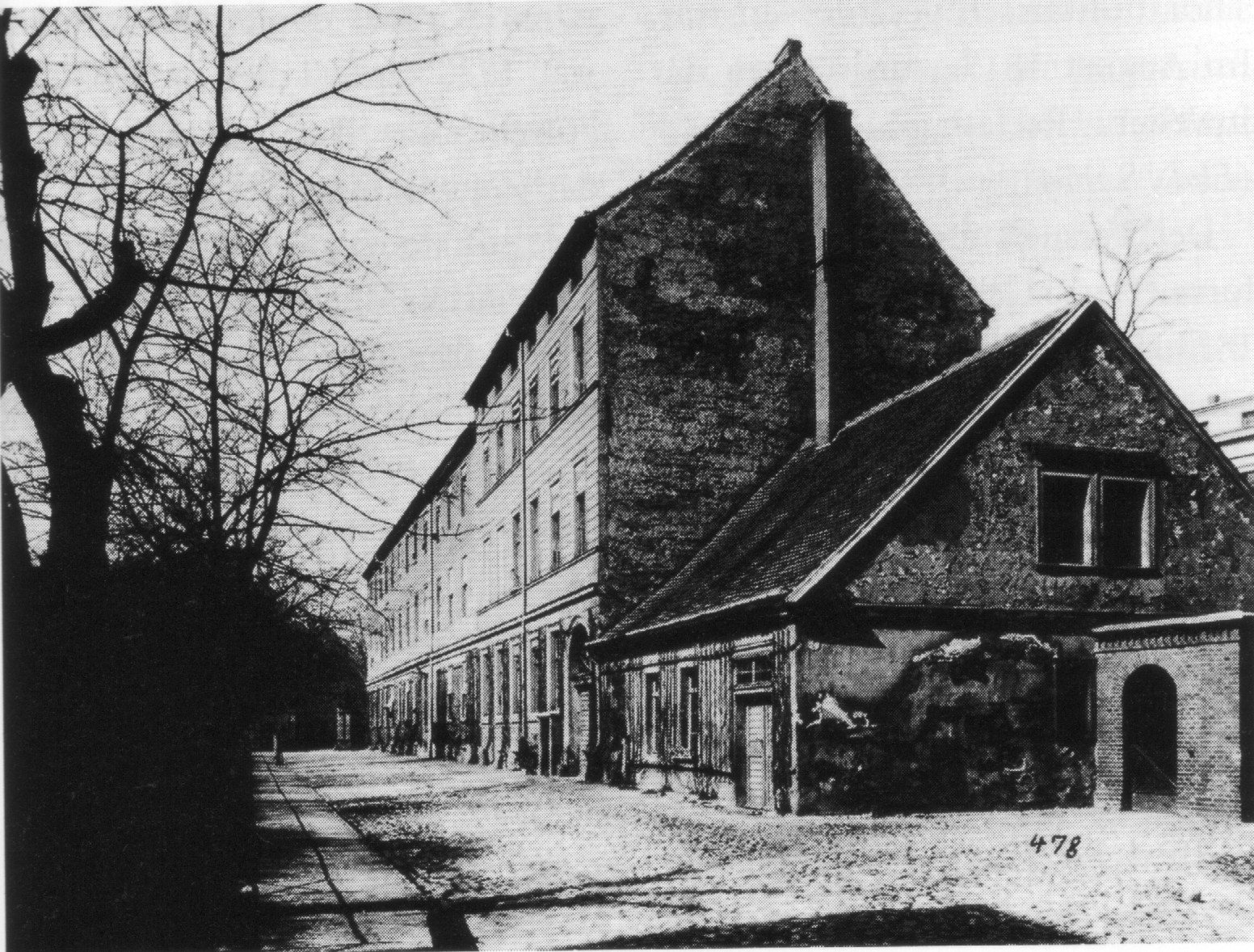
Das Französische Hospital, 1880

Schon im Januar 1686 wurde das Französische Hospital (Hôpital français) eröffnet, ein Krankenhaus und Altersheim für mittellose Réfugiés. Nach dem Temple de la Dorothéenstadt, entstanden in der Friedrichstadt verschiedene soziale Einrichtungen der französischen Kolonie. Nötige Neubauten wurden im 1710 erworbenen Quartier Friedrichstraße 129 errichtet. Darin fand 1780 das seit 1760 bestehende Kinderhospital (Petit Hôpital) Platz. Von 1877 bis 1878 wurde auf dem Gelände vom Architekten G. A. Gaillard ein Neubau für das Hospital errichtet (heute Friedrichstraße 129F). Von 1699 bis 1873 existierten an wechselnden Standorten eine Suppenanstalt und Garküche (Marmite) sowie die Armenbäckerei (Boulangerie des pauvres). Beide gehörten eng zusammen – der Leiter der Bäckerei war auch für die Zubereitung von Fleisch und Bouillon zuständig –, sie versorgten bedürftige Alte, Kranke und Wöchnerinnen mit der notwendigsten Nahrung. Eine Französische Holzgesellschaft (Societé française pour le bois) hatte zur Aufgabe, alljährlich vor Beginn des Winters Brennholz an mittellose Mitglieder der Gemeinde auszugeben. Das Französische Waisenhaus (Maison des Orphelins) wurde 1725 in einem von Abraham Quesnay in der Charlotten-/Ecke Jägerstraße erbauten Haus eröffnet. Es bestand als unabhängige Einrichtung bis 1844 und wurde dann mit dem Kinderhospital und der so genannten Schule der Barmherzigkeit (École de Charité) in der Friedrichstraße zusammengelegt. Diese Schule für die Kinder der Armen hatte 1747 ihre Arbeit aufgenommen. Unterrichtet wurden Französisch und die Fächer der damaligen preußischen Grundschule, also Religion, Deutsch, Rechnen und Zeichnen; daneben hatten die Schüler praktische Arbeiten zu verrichten, zum Teil als Vorbereitung auf spätere Erwerbstätigkeit, zum Teil aber auch, um die schwierige finanzielle Lage der Schule zu verbessern. Die drei Einrichtungen für hilfsbedürftige Kinder und Jugendliche hielten sich bis ins 20. Jahrhundert, während der Inflation in den 1920er Jahren mussten sie wegen finanzieller Probleme geschlossen werden. Der preußische Finanzbeamte Pierre Jérémie Hainchelin (1727–1787) war erster Direktor der Französischen Holzgesellschaft, Direktor des französischen Waisenhauses sowie der „École de Charité“ in Berlin.
Geldmangel war ein Dauerproblem beim Unterhalt der sozialen Einrichtungen. Der Bericht eines Predigers an die preußische Regierung schildert die Notlage in der ersten Hälfte des 18. Jahrhunderts: „Auf unserer Friedrichstadt ist eine ungemeine Armut … viele Hundert (versetzen) ihre Kleidung nach und nach, leben davon, bis sie nichts mehr zum anzuziehen haben, dass sie weder in die Kirche noch sonst wohin gehen können. Beim Mangel der Betten und Kleider werden sie nun leicht krank … und kommen endlich jämmerlich um.“ Dennoch führten die engagierte soziale Betreuung und die medizinische Versorgung durch qualifizierte Ärzte, Apotheker und Hebammen der Kolonie dazu, dass die Lebenserwartung höher und die Kindersterblichkeit niedriger waren als bei der deutschen Bevölkerung.

### Hugenotten in Kultur und Wissenschaft

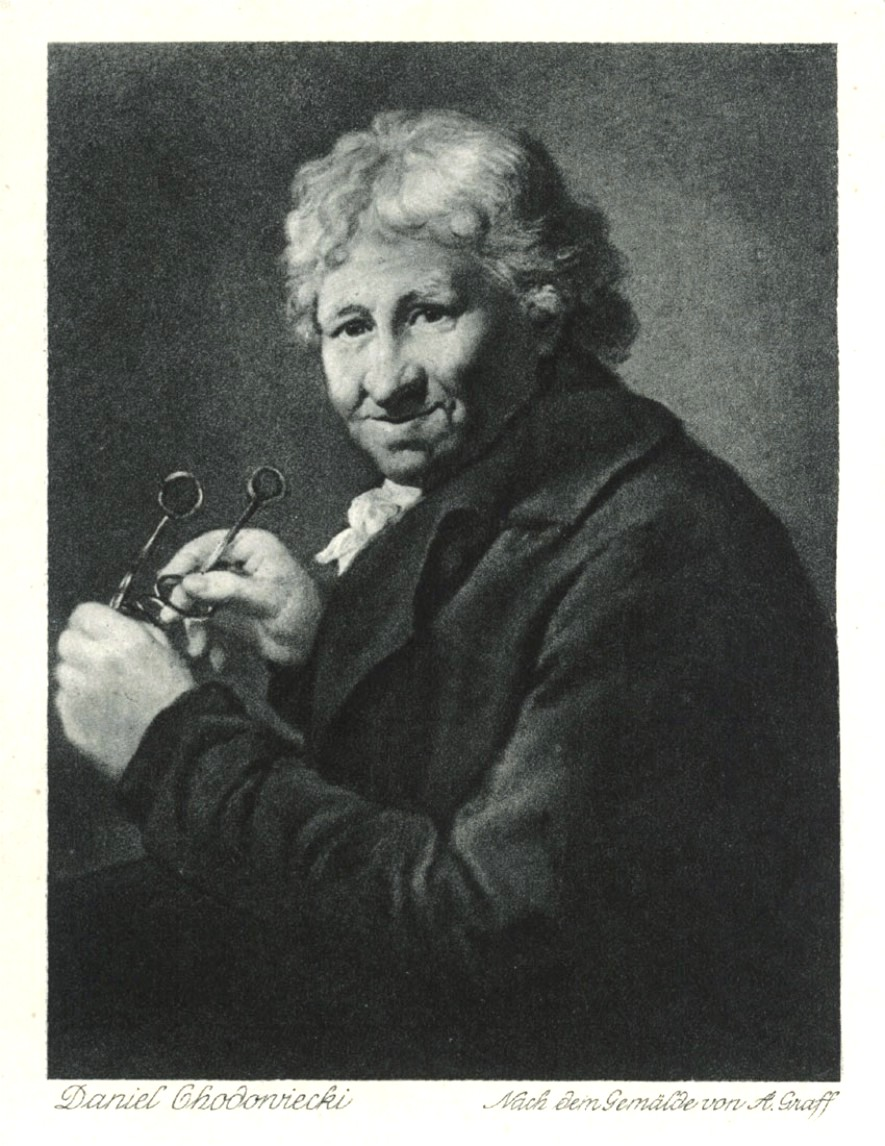
Daniel Chodowiecki, um 1785

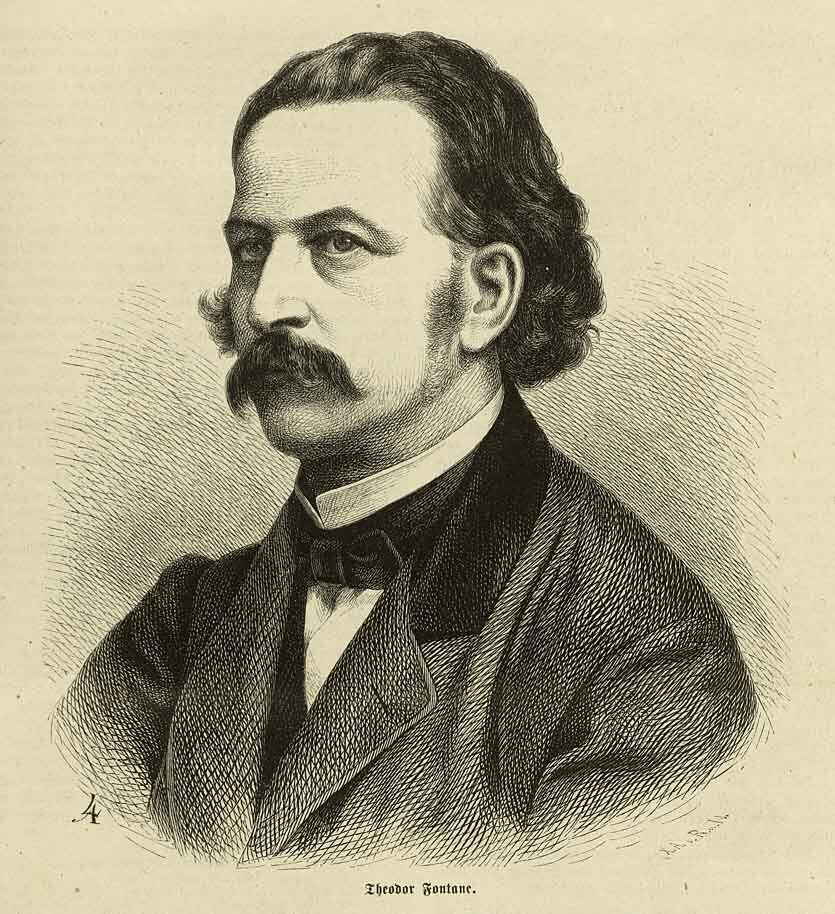
Theodor Fontane, etwa 1860

Eine Vielzahl von Hugenotten machte sich um die Entwicklung von Kultur und Wissenschaft in Preußen verdient. Einige von ihnen werden hier beispielhaft genannt. Französische Buchhändler und Verleger spielten eine wichtige Rolle im geistigen Leben Berlins. Robert Roger, Drucker und Buchhändler im Dienst des Kurfürsten, gab die ersten französischen Bücher in Berlin heraus. 1690 erschien bei ihm eine Geschichte über die französischen Kolonien in Brandenburg, verfasst von Charles Ancillon, dem Richter und Direktor der Kolonie in Berlin. Die Buchhandlung von Étienne de Bourdeaux war um 1750 das Berliner Zentrum für französisches Schrifttum im Zeitalter der Aufklärung.
Im Jahre 1700 wurde die Preußische Akademie der Wissenschaften gegründet, zunächst unter anderem Namen. Die theologischen, literarischen und wissenschaftlichen Arbeitsgemeinschaften der Hugenotten hatten eine Vorstufe dazu gebildet. Während des ganzen 18. Jahrhunderts waren durchschnittlich 10 %, zeitweilig sogar knapp 30 % der Mitglieder Réfugiés. Étienne Chauvin gab die erste wissenschaftliche Zeitschrift Berlins heraus, das Nouveau Journal des Sçavans. Der Theologe, Philosoph und Historiker Jean Henri Samuel Formey (1711–1797) gehörte der Akademie fast 50 Jahre lang an, er war Herausgeber der Nouvelle Bibliotheque Germanistique und Mitarbeiter an der Encyclopédie Diderots. Jean Pierre Frédéric Ancillon (1767–1837) war seit 1790 Prediger in Berlin, wurde 1803 Akademiemitglied, 1809 Staatsrat und 1810 Erzieher des Kronprinzen, des späteren Königs Friedrich Wilhelm IV. Auch der Bibliothekar von Friedrich Wilhelm IV., Charles Duvinage, war Hugenotte und begeisterter Wissenschaftler. Er stand in regem Schriftverkehr mit Alexander von Humboldt, viele der Briefe sind noch erhalten. Der bedeutende Mathematiker Leonhard Euler (1707–1783), gebürtiger Schweizer, wurde 1741 von Friedrich II. an die Akademie berufen. Er blieb 25 Jahre in Berlin, schrieb zahlreiche mathematische Abhandlungen, leitete die Sternwarte der Akademie, war Direktionsmitglied der École de Charité und betreute das Rechnungswesen der Sozialeinrichtungen der Kolonie. Francois Charles Achard (1753–1821), Physiker und Chemiker, wurde 1782 zum Direktor der Physikalischen Abteilung der Akademie ernannt. Er entwickelte die technischen Grundlagen zur industriellen Herstellung von Rübenzucker. Maturin Veyssière de La Croze wirkte als Linguist und Bibliothekar.
Architekten aus den Reihen der Hugenotten wie Jean Louis Cayart, Carl von Gontard, Jean de Bodt, David Gilly, Friedrich Gilly und Paul Ludwig Simon waren an der Erweiterung und Verschönerung Berlins und bei repräsentativen und technischen Bauwerken in der Mark Brandenburg beteiligt. Der populäre, überaus produktive Zeichner und Kupferstecher Daniel Chodowiecki hatte Entwürfe für die Bauplastik des Französischen Doms geliefert. Er stammte aus Danzig und war 1740 nach Berlin gekommen, wo er die Tochter eines hugenottischen Goldstickers heiratete. 1764 wurde er Mitglied der Akademie der Künste, in seinen letzten Lebensjahren war er ihr Direktor. Peter Joseph Lenné, der vielbeschäftigte Gartenarchitekt des Klassizismus, wurde als Ehrenmitglied in die Akademie der Künste aufgenommen. Louis Tuaillon war ein bekannter Berliner Bildhauer an der Schwelle zur Moderne. Als herausragende Schriftsteller mit hugenottischem Familienhintergrund sind Friedrich de la Motte Fouqué, Willibald Alexis und Theodor Fontane zu nennen.

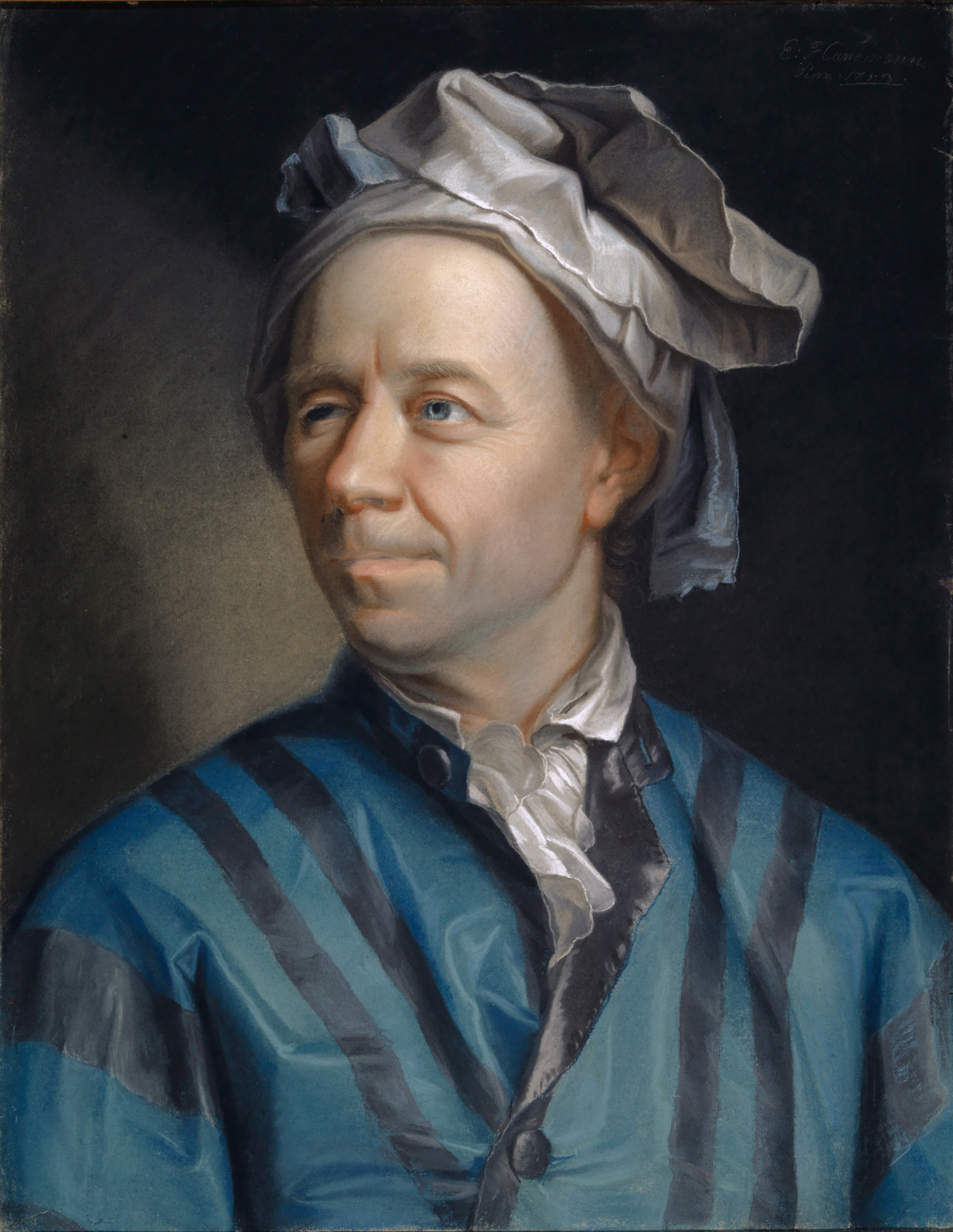
Leonhard Euler
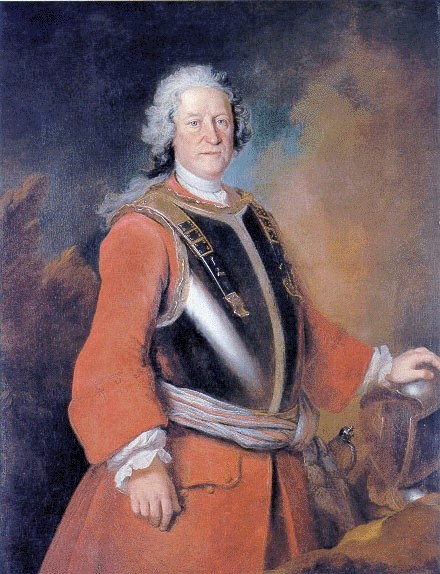
Jean de Bodt
Francois Charles Achard
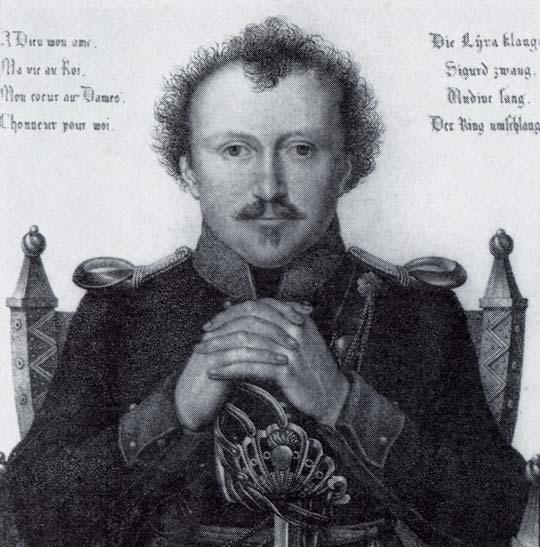
Friedrich de la Motte Fouqué

### Das Französische Gymnasium
„Dieses Gymnasium ist einmalig in der Welt“, urteilte François Mitterrand bei seinem Berlinbesuch 1987. Die Geschichte des Französischen Gymnasiums in Berlin hatte mit einer Verfügung von Kurfürst Friedrich III. am 1. Dezember 1689 begonnen: „Wir haben beschlossen, behufs der Erziehung der Kinder der Réfugiés auf unsere Kosten ein Gymnasium zu gründen, in welchem … die Kinder nicht nur zur Gottesfurcht und zu guten Sitten erzogen, sondern auch unentgeltlich im Lateinischen, in der Beredsamkeit, der Philosophie und der Mathematik unterrichtet werden, um einst dem Staate dienen zu können.“ Direktoren und Lehrer kamen anfangs ausschließlich aus den Reihen der Réfugiés, die Unterrichtssprache war Französisch. Einzelne Lehrer trugen durch Vorträge auch außerhalb der Schule oder durch gelehrte Publikationen dazu bei, ihren deutschen Mitbürgern französisches Geistesleben nahezubringen. Schon nach wenigen Jahren wurden zusätzlich deutsche Schüler aufgenommen, für die allerdings Schulgeld gezahlt werden musste. Zuerst kamen einige Kinder aus Kreisen des Hofes, um 1800 waren dann schon zwei Drittel der Schüler Deutsche. Im 19. Jahrhundert entwickelte sich das Gymnasium zur Eliteschule.

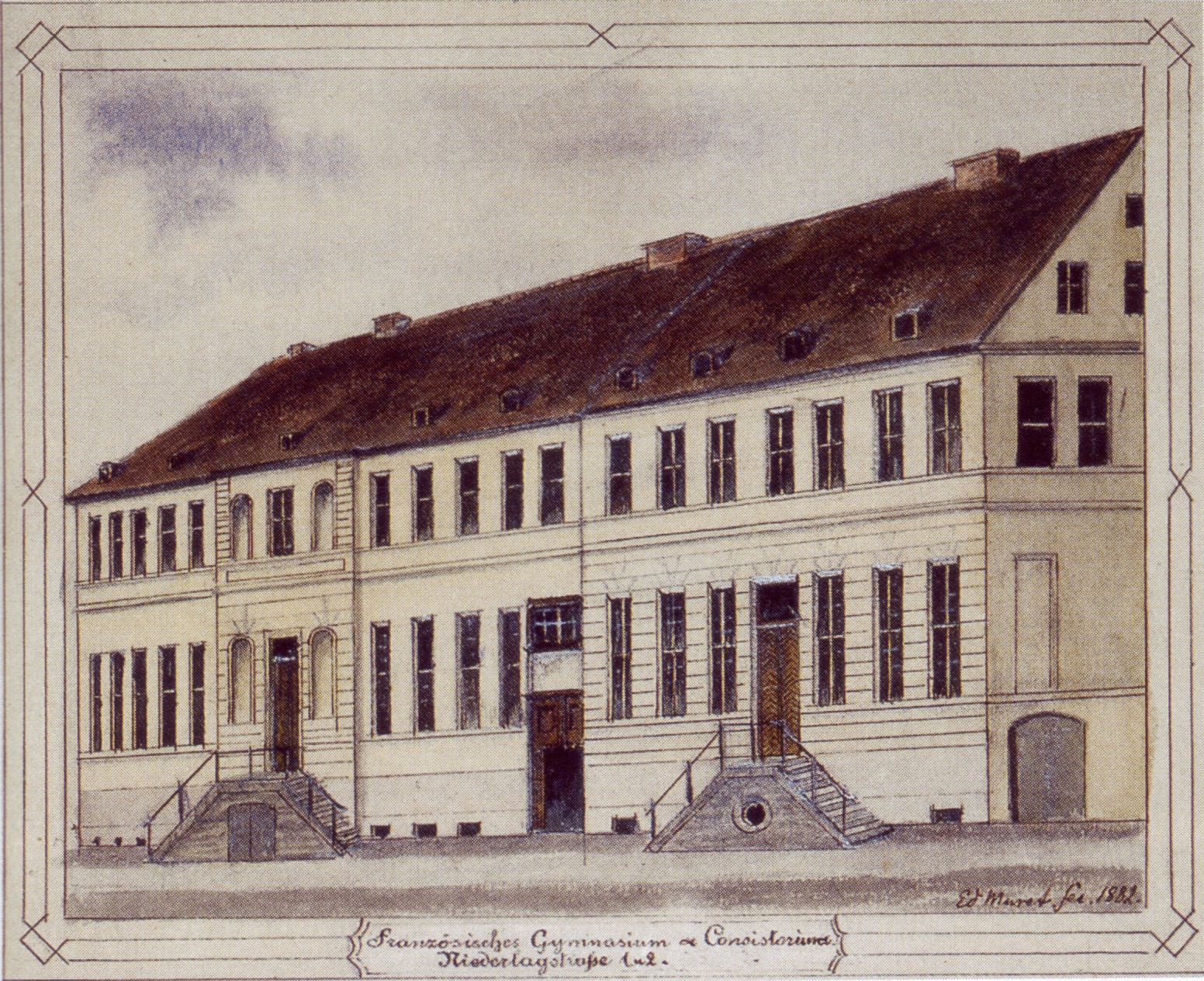
Das Französische Gymnasium 1701–1873

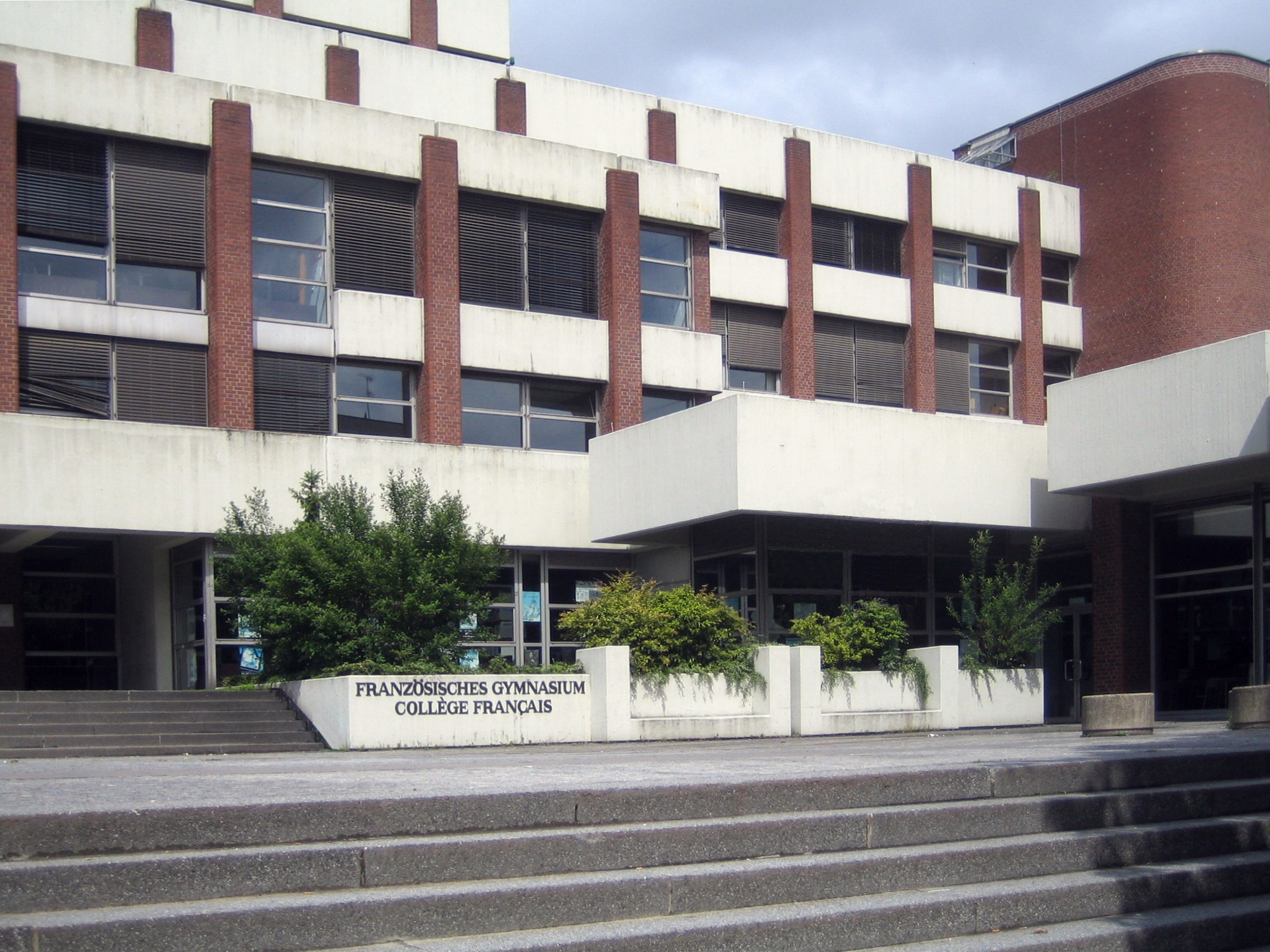
Das Französische Gymnasium heute

Nach dem Zweiten Weltkrieg existierten zeitweilig zwei französischsprachige Gymnasien in Berlin – die traditionsreiche Schule der Hugenotten und ein zweites Gymnasium, das für die Kinder von Angehörigen der französischen Besatzungsmacht neu eingerichtet worden war. Unter der offiziellen Bezeichnung Französisches Gymnasium – Collège Français wurden beide 1952 zusammengelegt. Seither ist der Senat von Berlin Träger der Lehranstalt, der französische Staat bezahlt das französische Personal und stellt Unterrichtsmittel bereit. Die Lehrpläne orientieren sich sehr stark an den französischen Lehrplänen. Gegenwärtiger Standort der Schule – der neunte seit ihrer Gründung – ist die Derfflingerstraße im Ortsteil Tiergarten des Bezirks Mitte. Etwa die Hälfte der Schüler haben Französisch als Muttersprache. In der Schule erleben deutsche wie französische Schüler Französisch nicht nur als Unterrichtssprache in den meisten Fächern, sondern auch als Umgangssprache. Ziel des Unterrichts ist es, die Schüler auf das deutsche Abitur und das französische Baccalauréat vorzubereiten.

### Französisch in der Berliner Mundart
Die Einflüsse der französischen Sprache auf die Mundart der Berliner gehen vor allem auf zwei Anlässe zurück: die Aufnahme der Hugenotten seit 1685 und die Besetzung der Stadt durch französische Truppen zu Beginn des 19. Jahrhunderts. Schon im 18., mehr noch im 19. Jahrhundert wurde die Verwendung des Französischen zeitweilig zur modischen Marotte. In einem Text von 1831 kritisiert der Verfasser: „… alle Lächerlichkeiten, welche Mode und Nachahmung erzeugen, treten recht lebhaft hervor, wenn man sich französisch bœuf à la mode oder bœuf naturel fordern muss, um seinen deutschen Hunger mit deutschem Rindfleisch zu stillen.“ Klagen dieser Art beziehen sich allerdings auf die übermäßige Anwendung des Französischen durch relativ sprachkundige Deutsche, also meist Angehörige der so genannten besseren Stände.
Die Volkssprache übernahm die Mode auf einer anderen Ebene: Es wurden einzelne Wörter oder Redewendungen entlehnt und orientierte sich dabei nur am Klang des gesprochenen Wortes. So waren Entstellungen unvermeidlich, schon deshalb, weil auch die Franzosen nicht immer Hochfranzösisch sprachen, sondern oft die regionalen Dialekte ihrer einstigen Heimat. Wenn solche Wörter oder Phrasen dann über lange Zeit in Gebrauch waren, entfernten sie sich immer weiter von der ursprünglichen Form. Trotzdem ist der französische Ursprung in vielen Fällen noch erkennbar. Boutique (das Ladengeschäft) wird zu Budike, estaminet (die kleine Gastwirtschaft) zu Stampe, clameur (das Geschrei) zu Klamauk, pleurer (weinen) zu plärren. Polier ist abgeleitet von parlier, dem Sprecher oder Wortführer einer Arbeitskolonne. Être peut-être (im Zweifel sein) entwickelte sich zu etepetete, aus avec force (kraftvoll) wurde forsch.
In anderen Beispielen ist die französische Herkunft nicht mehr zu erkennen. Der Ausdruck Kinkerlitzchen entstand aus quincailleries (Kurzwaren, Kleinigkeiten). Aus mocca faux (falscher Kaffee) wurde Muckefuck – die hohen preußischen Importzölle auf Kaffee im 18. Jahrhundert veranlassten französische Gärtner, Zichorie anzubauen, deren Wurzeln wurden geröstet, gemahlen und dünnem Kaffeeaufguss als Zusatz beigegeben; das Ergebnis nannten die Franzosen café prussien, café allemand oder eben mocca faux. Dies gilt auch für das Adjektiv alle (in der Bedeutung etwas ist alle, z. B. der Wein ist alle bzw. ausgegangen), was von allé (gegangen) abgeleitet ist.
(Für alle diese Beispiele fehlt leider die Quellenangabe. Außer Budike, forsch und Muckefuck (hier zweifelnd) sind die etymologischen Herleitungen außerdem nicht allgemein akzeptiert; der Kluge leitet Stampe vom Verb stampfen (i. S. v. tanzen) her, Klamauk als lautmalende Bildung vom Typ Radau oder pardautz, Polier von lat. politor, etepetete als verstärkende Reduplikation von ndd. ete („geziert“), Kinkerlitzchen aus zunächst Ginkerlitzgen mit letztlich unklarer Herkunft und alle als vermutlichen Konstruktionswechsel von z. B. „die Kartoffeln sind alle verbraucht“ zu „die Kartoffeln sind alle“. Für Muckefuck, das zuerst im Rheinland bezeugt sei, hält er eher mundartl. Mucke („Mulm“, d. h. zu Pulver zerfallenes Holz) und fuck („faul“) für den Ursprung als mocca faux.)